# Tenakee Springs
Tenakee Springs  est une localité d'Alaska aux États-Unis dans la région de recensement de Skagway-Hoonah-Angoon dont la population est de 145 habitants en 2011.

## Situation - climat
Elle est située sur le côté est de l'île Chichagof, sur la rive nord de Tenakee Inlet, à 80 km au nord-est de Sitka et à 72 km au sud-ouest de Juneau.
Les températures vont de −4 °C à 4 °C en janvier et de 7 °C à 18 °C en juillet.

## Histoire - activités
Le mot Tenakee signifie en langue tlingit la vallée des filons de cuivre, en référence au minerai que les autochtones appréciaient beaucoup. De bonne heure, des prospecteurs et des pêcheurs sont venus sur le site, et passaient l'hiver auprès des sources chaudes. En 1895, il établissement de bains fut construit, augmentant ainsi le nombre de visiteurs.
La poste a ouvert en 1903. Le nom de la localité, qui était auparavant Tenakee, est devenu Tenakee Springs en 1928. Entre 1915 et 1928 de nouveaux aménagements balnéaires ont été installés. Le pavillon des bains actuel a été construit en 1940.
Trois conserveries de poisson ont fonctionné entre 1916 et 1974.
Le village actuel vit de la pêche et de l'activité autour des sources chaudes. Il possède un aéroport et un point d'accostage de l'Alaska Marine Highway.

## Démographie
| 1910 | 1920 | 1930 | 1940 | 1950 | 1960 |
| ---- | ---- | ---- | ---- | ---- | ---- |
| 126  | 174  | 210  | 188  | 140  | 109  |

| 1970 | 1980 | 1990 | 2000 | 2010 | - |
| ---- | ---- | ---- | ---- | ---- | - |
| 86   | 138  | 94   | 104  | 131  | - |

## Sources et références
- (en) CIS

- (en) Cet article est partiellement ou en totalité issu de l’article de Wikipédia en anglais intitulé « Tenakee Springs, Alaska » (voir la liste des auteurs).

1. ↑  « Statistiques des États-Unis - Alaska - Profils des communautés de 2010 » (consulté en novembre 2020)